# Lago di Braies
Lago di Braies (niem. Pragser Wildsee) – jezioro we Włoszech, położone w Dolomitach w dolinie Pustertal.
Nad jeziorem znajduje się hotel, w którym ostatecznie umieszczono zakładników SS z obozu w Dachau i tam zostali oni wyzwoleni przez żołnierzy amerykańskiej Piątej Armii.